# 소울샵 엔터테인먼트
소울샵 엔터테인먼트는 대한민국의 연예 기획사로 2011년 god의 멤버 김태우가 세운 기획사이다.
2019년 11월 6일에 P&B 엔터테인먼트에 인수합병되어 해체되었다.

## 현재 소속 가수
- 김태우
- KIXS
- 원네이션

## 과거 소속 가수
- 박준형
- 메건 리
- 길건